# Leptothecata
Leptothecata, red žarnjaka u razredu Hydrozoa
Neke vrste koje žive na dnu Jadrana poznate su kao morsko perce, kao što je Aglaophenia pluma, karakterističnog oblika perca, od kojeg se svako perce sastoji od mnoštva jedinki. 

## Porodice
1. Aequoreidae Eschscholtz, 1829
2. Barcinidae Gili, Bouillon, Pagès, Palanques & Puig, 1999
3. Blackfordiidae Bouillon, 1984
4. Bonneviellidae Broch, 1909
5. Campanulariidae Johnston, 1836
6. Campanulinidae Hincks, 1868
7. Cirrholoveniidae Bouillon, 1984
8. Clathrozoidae Stechow, 1921
9. Dipleurosomatidae Boeck, 1868
10. Eirenidae Haeckel, 1879
11. Haleciidae Hincks, 1868
12. Hebellidae Fraser, 1912
13. Lafoeidae Hincks, 1868
14. Laodiceidae Agassiz, 1862
15. Lineolariidae Allman, 1864
16. Lovenellidae Russell, 1953
17. Malagazziidae Bouillon, 1984
18. Melicertidae Agassiz, 1862
19. Mitrocomidae Haeckel, 1879
20. Octocannoididae Bouillon, Boero & Seghers, 1991
21. Orchistomatidae Bouillon, 1984
22. Phialellidae Russell, 1953
23. Phialuciidae Kramp, 1955
24. Nadporodica Plumularioidea McCrady, 1859
  1. Aglaopheniidae Marktanner-Turneretscher, 1890
  2. Halopterididae Millard, 1962
  3. Kirchenpaueriidae Stechow, 1921
  4. Phylactothecidae Stechow, 1921
  5. Plumaleciidae Choong & Calder, 2018
  6. Plumulariidae McCrady, 1859
  7. Schizotrichidae Peña Cantero, Sentandreu & Latorre, 2010
25. Nadporodica Sertularioidea Lamouroux, 1812
  1. Sertularellidae Maronna et al., 2016
  2. Sertulariidae Lamouroux, 1812
  3. Thyroscyphidae Stechow, 1920
26. Staurothecidae Maronna et al., 2016
27. Sugiuridae Bouillon, 1984
28. Symplectoscyphidae Maronna et al., 2016
29. Syntheciidae Marktanner-Turneretscher, 1890
30. Teclaiidae Bouillon et al., 2000
31. Tiarannidae Russell, 1940
32. Tiaropsidae Boero, Bouillon & Danovaro, 1987
33. Zygophylacidae Quelch, 1885